# La Celle-sur-Morin
Pour les articles homonymes, voir La Celle et Morin.
La Celle-sur-Morin (prononcé [la ˈsɛl syʁ mɔ.ˈʁɛ̃]) est une commune française située dans le département de Seine-et-Marne en région Île-de-France.

## Géographie

### Localisation

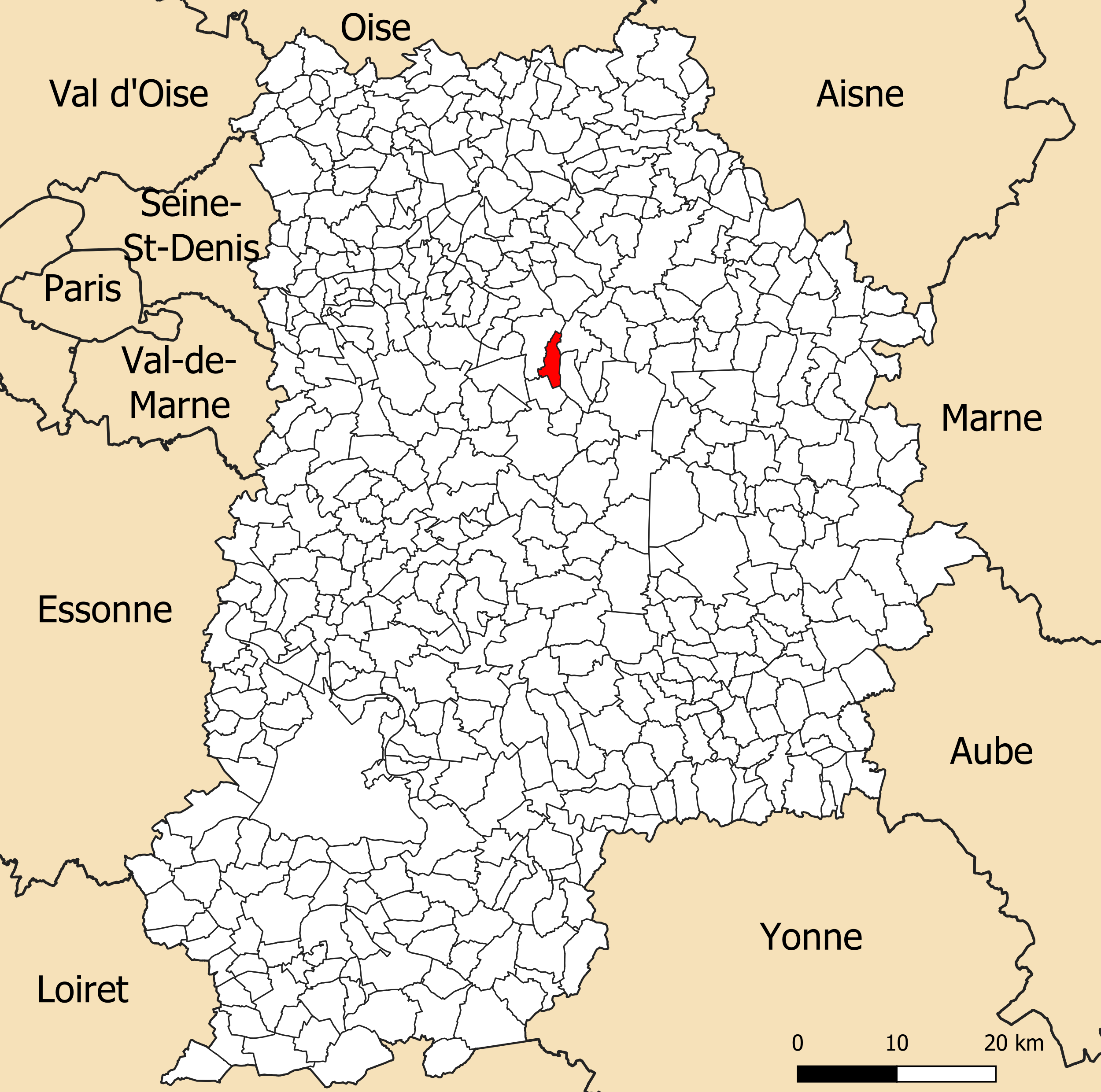
Localisation de la commune de La Celle-sur-Morin dans le département de Seine-et-Marne.

La Celle-sur-Morin est situé à 56 km à l'est de Paris.

### Communes limitrophes
| Guérard |                    | Pommeuse     |
|         | La Celle-sur-Morin | Faremoutiers |
|         | Hautefeuille       |              |

### Géologie et relief
L'altitude de la commune varie de 51 mètres à 134 mètres pour le point le plus haut, le centre du bourg se situant à environ 77 mètres d'altitude (mairie). Elle est classée en zone de sismicité 1, correspondant à une sismicité très faible.

### Hydrographie

#### Réseau hydrographique

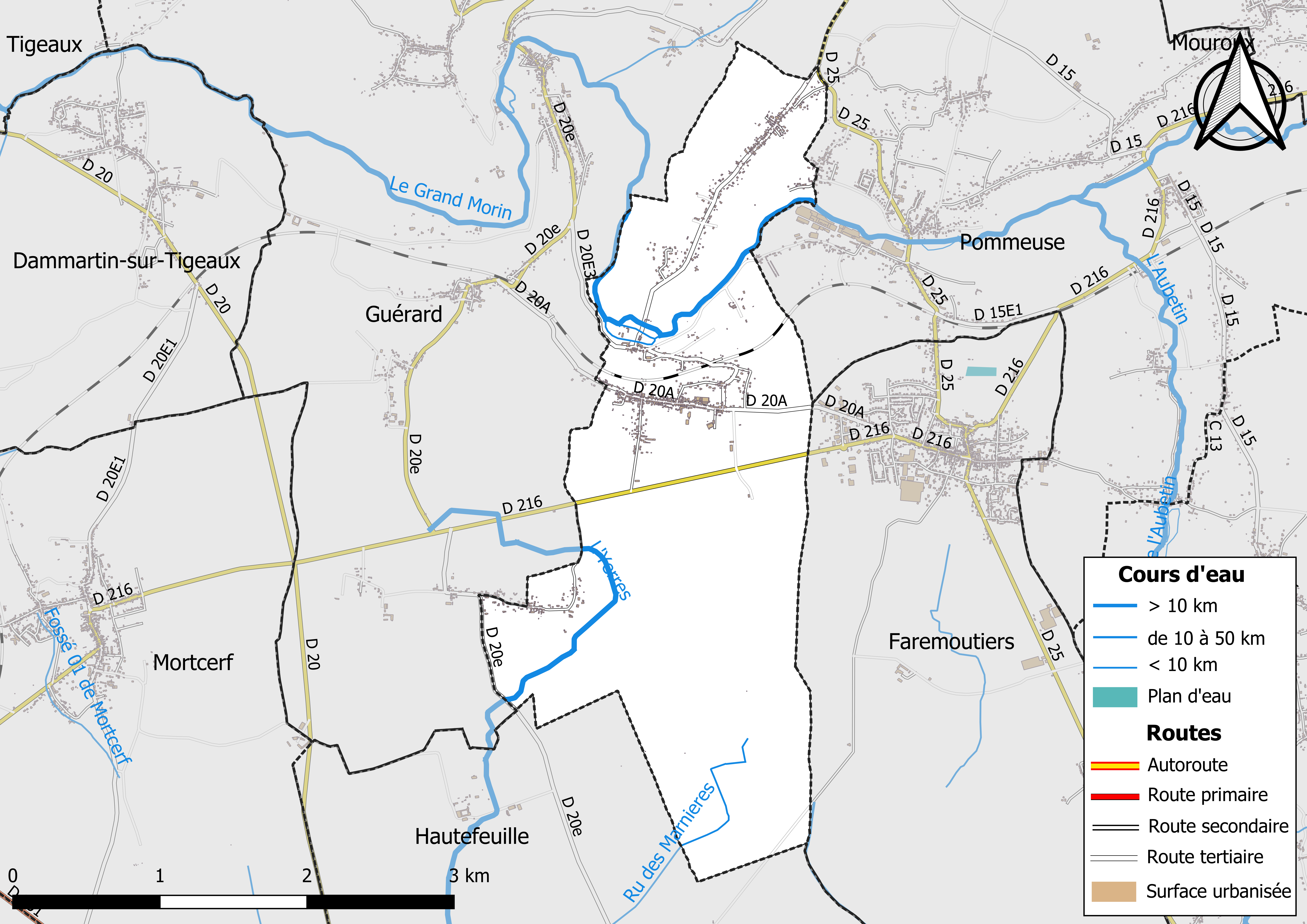
Carte des réseaux hydrographique et routier de la La Celle-sur-Morin.

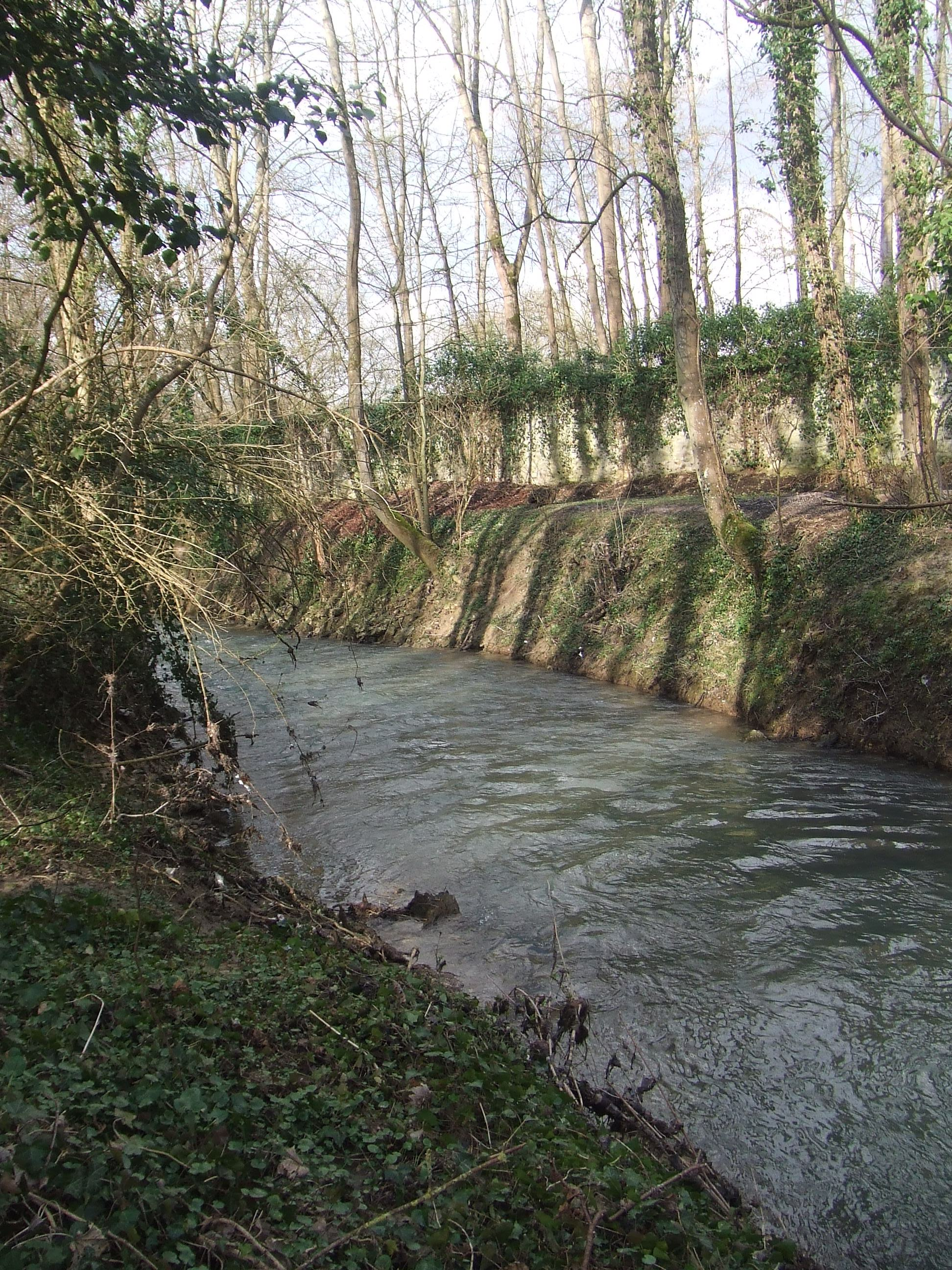
Le Grand Morin.

Le réseau hydrographique de la commune se compose de cinq cours d'eau référencés :
- la rivière le Grand Morin, longue de 118,16 km[4], affluent en rive gauche de la Marne, parcourt le village au niveau de la Celle en Bas, ainsi que :
  - un bras de 0,31 km[5] ;
  - un bras de 0,46 km[6] ;
- la rivière l’Yerres, longue de 98,23 km[7], affluent en rive droite de la Seine, prend sa source à Courbon, sur le territoire sud de la commune.
  - le ru des Marnières, 2,70 km[8], affluent de l’Yerres.

La longueur totale des cours d'eau sur la commune est de 6,34 km.

#### Gestion des cours d'eau
Afin d’atteindre le bon état des eaux imposé par la Directive-cadre sur l'eau du 23 octobre 2000, plusieurs outils de gestion intégrée s’articulent à différentes échelles : le SDAGE, à l’échelle du bassin hydrographique, et le SAGE, à l’échelle locale. Ce dernier fixe les objectifs généraux d’utilisation, de mise en valeur et de protection quantitative et qualitative des ressources en eau superficielle et souterraine. Le département de Seine-et-Marne est couvert par six SAGE, au sein du bassin Seine-Normandie. La commune fait partie de deux SAGE : « Yerres » et « Petit et Grand Morin ».
Le SAGE « Yerres » a été approuvé le 13 octobre 2011. Il correspond au bassin versant de l’Yerres, d'une superficie de 1 017 km2, parcouru par un réseau hydrographique de 450 kilomètres de long environ, répartis entre le cours de l’Yerres et ses affluents principaux que sont : le ru de l'Étang de Beuvron, la Visandre, l’Yvron, le Bréon, l’Avon, la Marsange, la Barbançonne, le Réveillon. Le pilotage et l’animation du SAGE sont assurés par le syndicat mixte pour l’Assainissement et la Gestion des eaux du bassin versant de l’Yerres (SYAGE), qualifié de « structure porteuse ».
Le SAGE « Petit et Grand Morin » a été approuvé le 21 octobre 2016. Il comprend les bassins du Petit Morin (630 km2) et du Grand Morin (1 185 km2). Le pilotage et l’animation du SAGE sont assurés par le syndicat Mixte d'Aménagement et de Gestion des Eaux (SMAGE) des 2 Morin, qualifié de « structure porteuse ».

### Climat
Pour des articles plus généraux, voir Climat de l'Île-de-France et Climat de Seine-et-Marne.
En 2010, le climat de la commune est de type climat océanique dégradé des plaines du Centre et du Nord, selon une étude du CNRS s'appuyant sur une série de données couvrant la période 1971-2000. En 2020, Météo-France publie une typologie des climats de la France métropolitaine dans laquelle la commune est exposée à un climat océanique altéré et est dans la région climatique Nord-est du bassin Parisien, caractérisée par un ensoleillement médiocre, une pluviométrie moyenne régulièrement répartie au cours de l’année et un hiver froid (3 °C).
Pour la période 1971-2000, la température annuelle moyenne est de 10,9 °C, avec une amplitude thermique annuelle de 14,4 °C. Le cumul annuel moyen de précipitations est de 737 mm, avec 12 jours de précipitations en janvier et 8,3 jours en juillet. Pour la période 1991-2020, la température moyenne annuelle observée sur la station météorologique la plus proche, située sur la commune de Mouroux à 6 km à vol d'oiseau, est de 11,3 °C et le cumul annuel moyen de précipitations est de 721,3 mm,. Pour l'avenir, les paramètres climatiques de la commune estimés pour 2050 selon différents scénarios d'émission de gaz à effet de serre sont consultables sur un site dédié publié par Météo-France en novembre 2022.

### Milieux naturels et biodiversité

#### Réseau Natura 2000

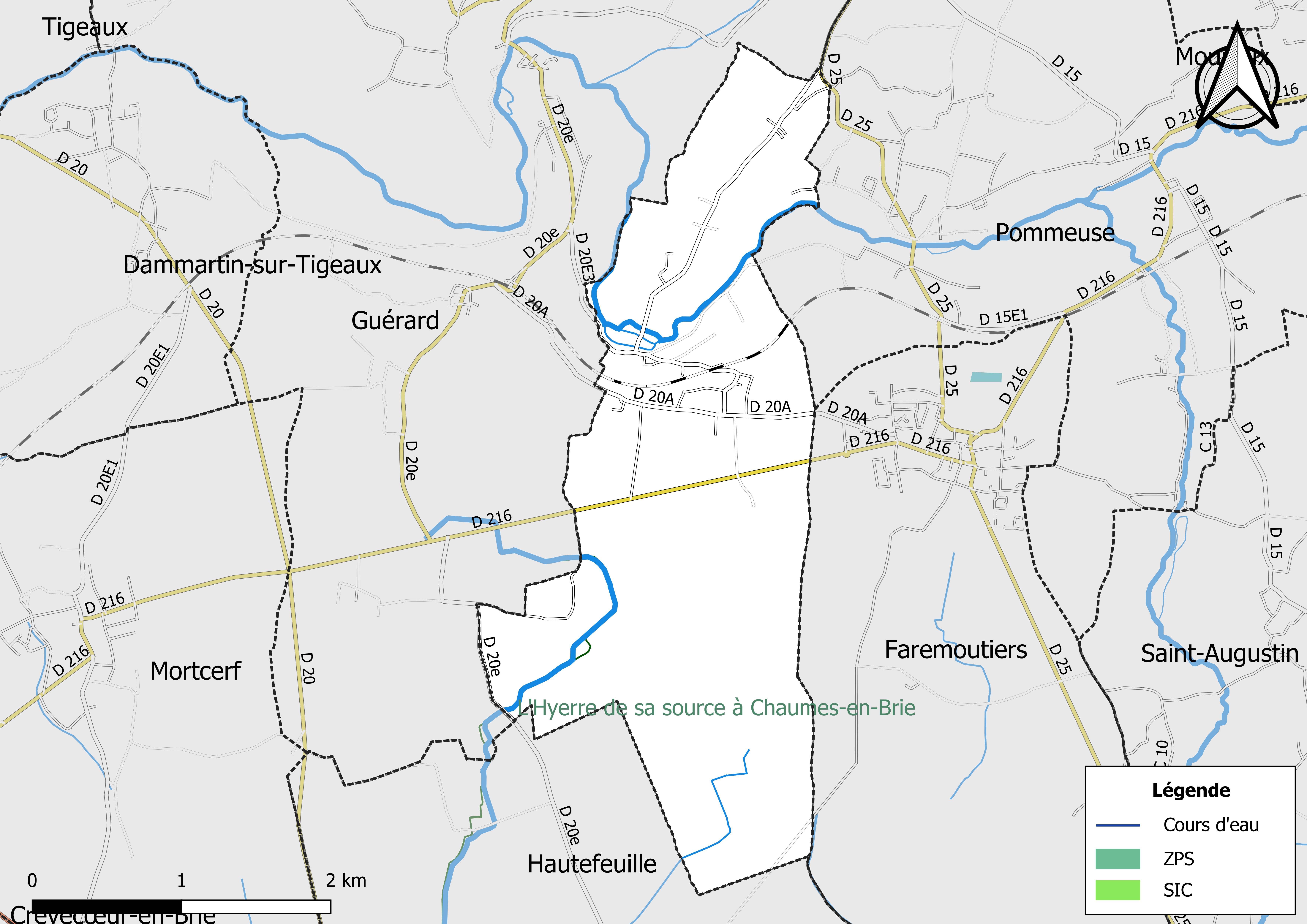
Sites Natura 2000 sur le territoire communal.

Le réseau Natura 2000 est un réseau écologique européen de sites naturels d’intérêt écologique élaboré à partir des Directives « Habitats » et « Oiseaux ». Ce réseau est constitué de Zones spéciales de conservation (ZSC) et de Zones de protection spéciale (ZPS). Dans les zones de ce réseau, les États Membres s'engagent à maintenir dans un état de conservation favorable les types d'habitats et d'espèces concernés, par le biais de mesures réglementaires, administratives ou contractuelles.
Un site Natura 2000 a été défini sur la commune au titre de la « directive Habitats » : 
- « L'Yerres de sa source a Chaumes-en-Brie », d'une superficie de 18 ha, un tronçon de 40 km de l'Yerres qui héberge une faune piscicole et une végétation aquatique devenues rares en Ile-de-France[23],[24].

#### Zones naturelles d'intérêt écologique, faunistique et floristique

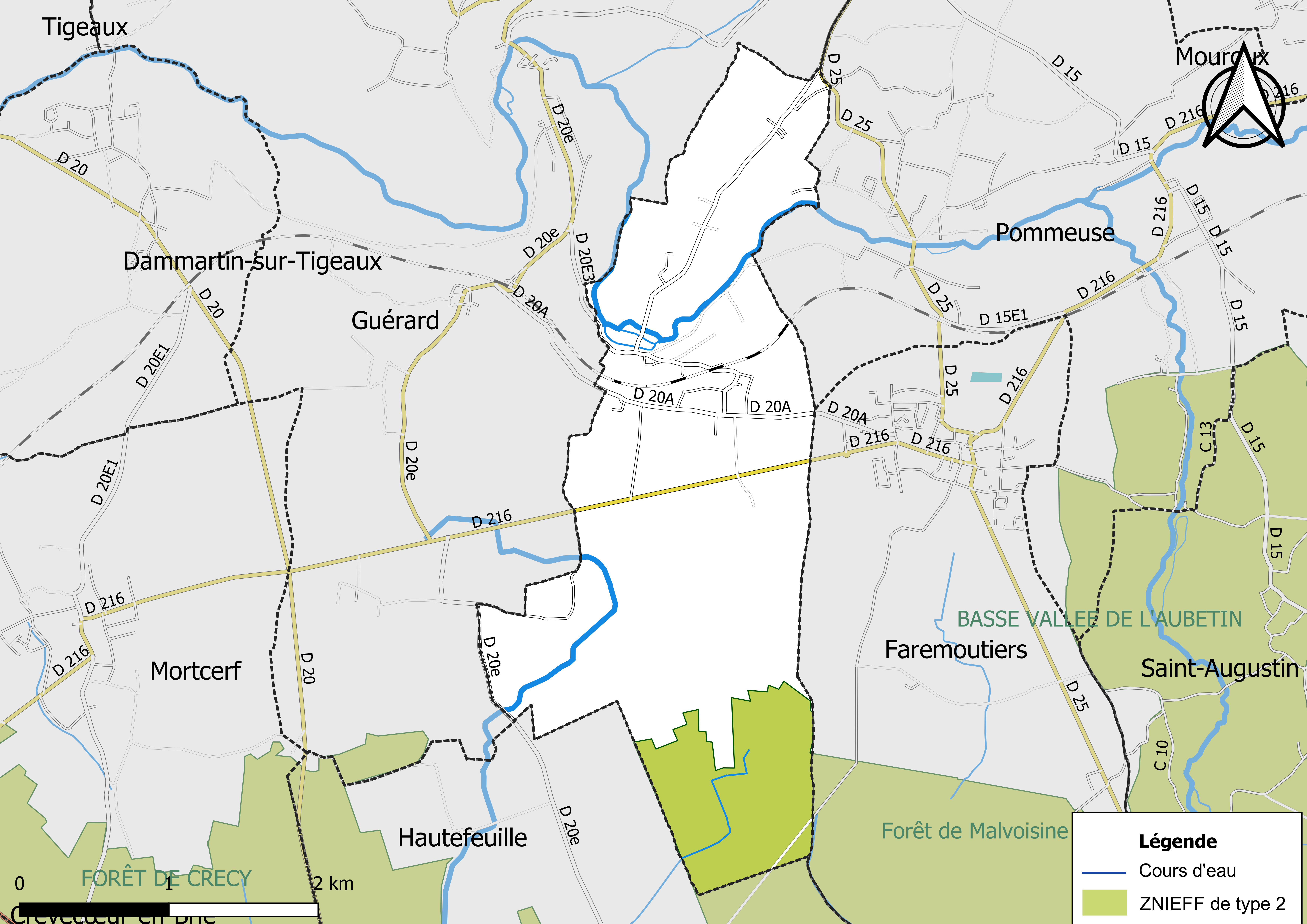
Carte des ZNIEFF de type 2 localisées sur la commune.

L’inventaire des zones naturelles d'intérêt écologique, faunistique et floristique (ZNIEFF) a pour objectif de réaliser une couverture des zones les plus intéressantes sur le plan écologique, essentiellement dans la perspective d’améliorer la connaissance du patrimoine naturel national et de fournir aux différents décideurs un outil d’aide à la prise en compte de l’environnement dans l’aménagement du territoire.
Le territoire communal de Celle-sur-Morin comprend un ZNIEFF de type 2,, 
la « Forêt de Malvoisine » (994,15 ha), couvrant 5 communes du département.

## Urbanisme

### Typologie
Au 1er janvier 2024, La Celle-sur-Morin est catégorisée ceinture urbaine, selon la nouvelle grille communale de densité à sept niveaux définie par l'Insee en 2022.
Elle appartient à l'unité urbaine de Coulommiers, une agglomération intra-départementale regroupant six  communes, dont elle est une commune de la banlieue,,. Par ailleurs la commune fait partie de l'aire d'attraction de Paris, dont elle est une commune de la couronne,. Cette aire regroupe 1 929 communes,.

### Lieux-dits et écarts
La commune compte 76 lieux-dits administratifs répertoriés consultables ici (source : le fichier Fantoir) dont Courbon, la Celle-en-Haut, la Celle-en-Bas, la Huette (lotissement), la Villeneuve, Montlevon, Montsavot.

### Occupation des sols
L'occupation des sols de la commune, telle qu'elle ressort de la base de données européenne d’occupation biophysique des sols Corine Land Cover (CLC), est marquée par l'importance des territoires agricoles (52,4 % en 2018), une proportion sensiblement équivalente à celle de 1990 (52,5 %). La répartition détaillée en 2018 est la suivante : 
terres arables (49,9% ), forêts (35,1% ), zones urbanisées (12,5% ), zones agricoles hétérogènes (2,5% ), zones industrielles ou commerciales et réseaux de communication (0,1 %).
Parallèlement, L'Institut Paris Région, agence d'urbanisme de la région Île-de-France, a mis en place un inventaire numérique de l'occupation du sol de l'Île-de-France, dénommé le MOS (Mode d'occupation du sol), actualisé régulièrement depuis sa première édition en 1982. Réalisé à partir de photos aériennes, le Mos distingue les espaces naturels, agricoles et forestiers mais aussi les espaces urbains (habitat, infrastructures, équipements, activités économiques, etc.) selon une classification pouvant aller jusqu'à 81 postes, différente de celle de Corine Land Cover,,. L'Institut met également à disposition des outils permettant de visualiser par photo aérienne l'évolution de l'occupation des sols de la commune entre 1949 et 2018.

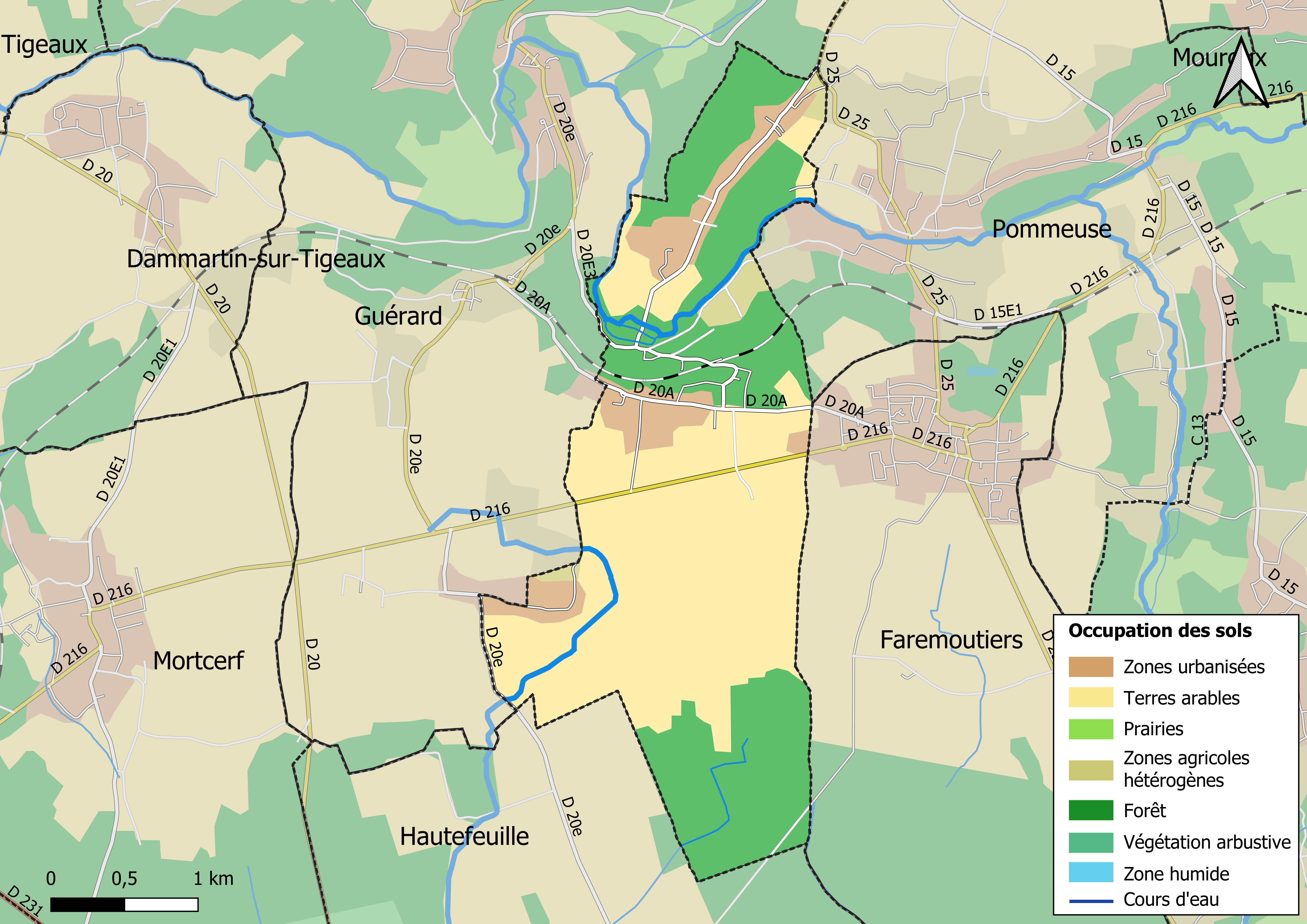
Carte des infrastructures et de l'occupation des sols en 2018 (CLC) de la commune.
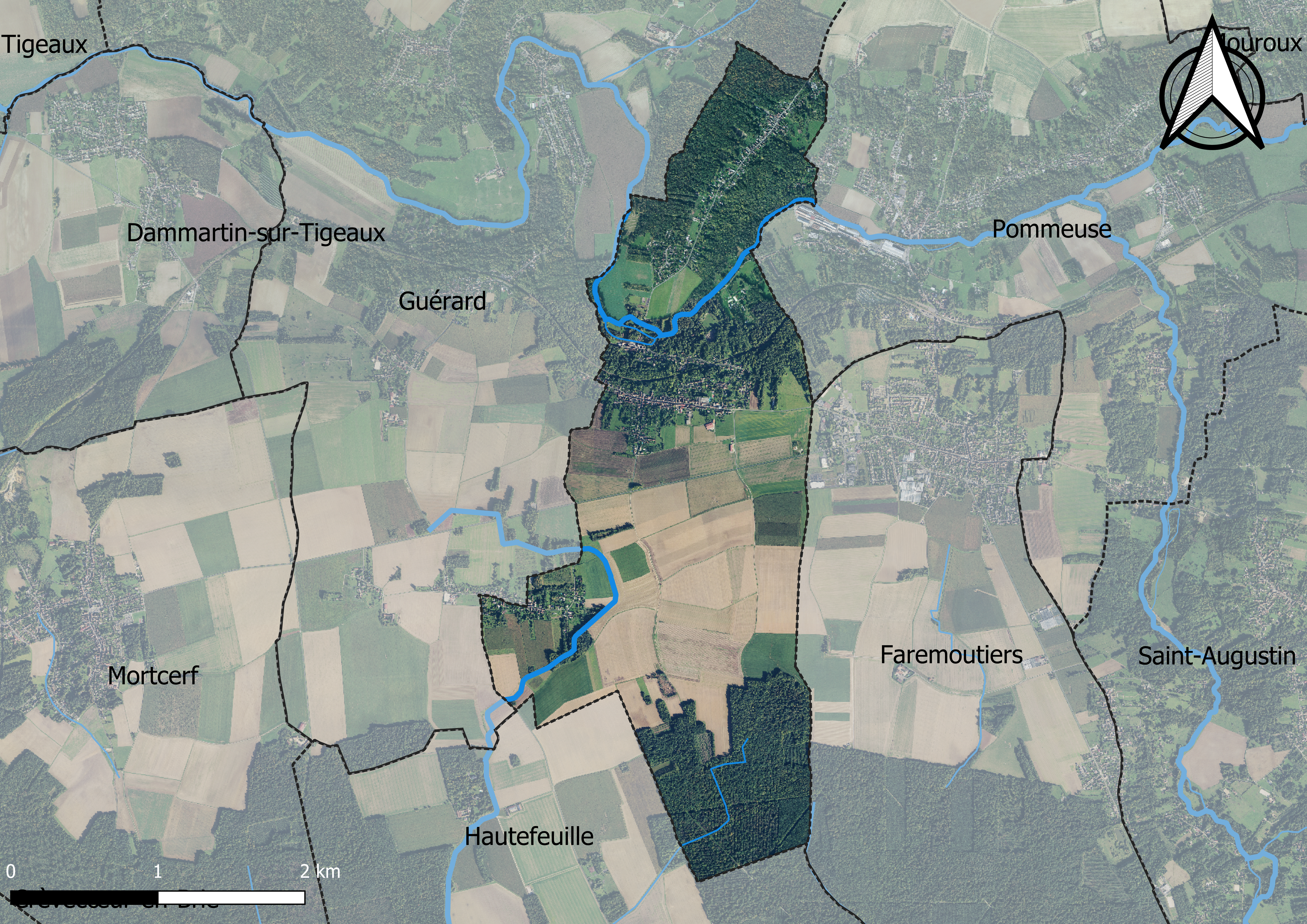
Carte orhophotogrammétrique de la commune.

### Planification
La loi SRU du 13 décembre 2000 a incité les communes à se regrouper au sein d’un établissement public, pour déterminer les partis d’aménagement de l’espace au sein d’un SCoT, un document d’orientation stratégique des politiques publiques à une grande échelle et à un horizon de 20 ans et s'imposant aux documents d'urbanisme locaux, les PLU (Plan local d'urbanisme). La commune est dans le territoire du SCOT du Bassin de vie de Coulommiers, approuvé le 11 juillet 2013 et porté par le syndicat intercommunal d’étude et de programmation (SIEP) de Coulommiers.
La commune, en 2019, avait engagé l'élaboration d'un plan local d'urbanisme.

### Logement
En 2017, le nombre total de logements dans la commune était de 571 dont 96,6 % de maisons et 2,1 % d'appartements.
Parmi ces logements, 88,6 % étaient des résidences principales, 5,6 % des résidences secondaires et 5,8 % des logements vacants.
La part des ménages fiscaux propriétaires de leur résidence principale s'élevait à 88,1 % contre 9,1 % de locataires dont, 0,2 % de logements HLM loués vides (logements sociaux) et, 2,8 % logés gratuitement.

### Voies de communication et transports
La RN 34 (rebaptisée D 934) est accessible via la D 15 depuis La Villeneuve.
Depuis la nationale, la ville de Crécy-la-Chapelle (à l'ouest) est accessible en 10 minutes et celle de Coulommiers (à l'est) en 15 minutes. Elle mène à l'autoroute A4 (dir. Paris ; 13 km) et à la ville nouvelle de Marne-la-Vallée (Disneyland Paris, Val d'Europe) (direction Lagny-sur-Marne). Au sud de la municipalité, au niveau de la Celle en Haut, est tracée la D 216, qui relie Mouroux à Tournan-en-Brie, en passant par Faremoutiers et Mortcerf.
La commune est desservie par la gare (Guérard - La Celle-sur-Morin) de la ligne Paris - Coulommiers (Ligne P du Transilien).

## Toponymie
Le nom de la localité est mentionné sous les formes Cœnobium Lacellense et Villa que Lacella dicitur en 1045 ; Sanctus Petrus de Cella en 1082 ; Cella prope Creciacum en 1082 ; Abbatia Cellae Briensis vers 1107 ; Sella in Bria en 1227 ; Cella in Bria en 1266 ; Cella en 1353 ; La Celle en Brie en 1502 ; La Celle en Brye en 1551 ; La Celle sous Guerart en 1612,.
Les celles sont d'abord des cellules d'ermites, lesquelles deviennent souvent de petits monastères.

## Histoire
Le nom de La Celle, mot qui provient du latin cella, signifiant « petite chambre » indique que se fixa très tôt en ce lieu une communauté monastique, ce qui est confirmé par l'histoire. Une abbaye bénédictine fut fondée vers le VIIe siècle, sur le tombeau de saint Blandin. Elle s'élevait sur l'île du Grand Morin à la Celle en Bas. Il y aurait eu à l'origine une petite chapelle dédiée à saint-Pierre, par l'ermite qui s'y était retiré. Le renom de celui-ci ayant attiré des pèlerins à l'oratoire, une église remplaça le premier édifice.
À cette église succéda une véritable abbaye dont la fondation doit être attribuée aux comtes de Dammartin. L'abbaye fut cédée en 1802 à l'abbé de Marmoutiers (près de Tours) pour y réformer les religieux et faire de la maison un prieuré. Dans la seconde moitié du VIIIe siècle, le prieur Gauthier fit refaire le dortoir, le cloître, le chapitre, le réfectoire et le chœur de l'église. L'abbé de Rebais, Jean III, exhuma en 1473 le corps de saint Blandin et en distribua les reliques aux paroisses voisines. Des bénédictins anglais, réfugiés en France, devinrent concessionnaires de l'abbaye de La Celle, à la suite d'un accord avec l'abbé et les moines de Marmoutiers. En 1702 et 1703, des bulles pontificales et des lettres patentes du roi attribuèrent la mense prieurale au séminaire des missions étrangères à Paris. Définitivement fermés à la Révolution, comme tous les bâtiments monastiques, les bâtiments disparurent au cours du XIXe siècle et dès 1885, on ne signalait plus que des ruines. L'église de La Celle date du XIIe siècle. Bien qu'elle ait été restaurée au XVIe siècle, cette église conserve les caractéristiques d'une église romane, à l'extérieur.

## Politique et administration

### Liste des maires
| Période      | Période    | Identité                       | Étiquette | Qualité             |
| ------------ | ---------- | ------------------------------ | --------- | ------------------- |
| 18.09.1791   | 13.11.1791 | Briere                         |           |                     |
| 13.11.1791   | 03.11.1792 | Jacques Debussy                |           |                     |
| 03.11.1792   | 10.08.1808 | Jean-Baptiste Briere           |           |                     |
| 25.10.1808   | 01.01.1813 | Jean Jacques Delaroche         |           |                     |
| 01.01.1813   | 15.05.1815 | Jean-Baptiste Coquillard       |           |                     |
| 08.09.1815   | 24.09.1815 | Louis Joseph Deligny           |           |                     |
| 11.09.1831   | 09.01.1826 | Pierre Masson                  |           | cultivateur         |
| 09.01.1826   | 1831       | Jean Aureau                    |           |                     |
| 11.09.1831   | 1835       | Pierre Masson                  |           |                     |
| 1835         | 1843       | Sauvez                         |           |                     |
| 1838         | 1843       | Louis                          |           |                     |
| 1843         | 1959       | Jean Pierre Beguin             |           |                     |
| 1863         | 1872       | Claude Jean Baptiste Chapelain |           |                     |
| 1872         | 1877       | Pierre Etienne Benoist         |           |                     |
| 1877         | 1881       | Eugène Mercier                 |           |                     |
| 1881         | 1886       | Pierre Théodore Louis          |           |                     |
| 1886         | 1904       | Victor François Prosper Vion   |           |                     |
| 1904         | 1920       | Emile Drevault                 |           |                     |
| 1920         | 1925       | Alexandre Joseph Leger         |           |                     |
| 1925         | 1944       | Jules Albert Nerault           |           |                     |
| 1944         | 1959       | Georges Vion                   | -         |                     |
| 1959         | 1965       | Léa Vion                       | -         | Ancienne résistante |
| 1965         | 1971       | Paul Bodson                    | -         |                     |
| 1971         | 1981       | Mauricette Louis               | -         |                     |
| 1981         | 1983       | Marcel Louvet                  | -         |                     |
| 1983         | 1995       | Raymonde Vion                  | -         |                     |
| 1995         | 1997       | Pierre Roy                     | -         | Retraité            |
| juillet 1997 | En cours   | Jacqueline Schaufler           | -         | Chef d’entreprise   |

## Équipements et services

### Eau et assainissement
L’organisation de la distribution de l’eau potable, de la collecte et du traitement des eaux usées et pluviales relève des communes. La loi NOTRe de 2015 a accru le rôle des EPCI à fiscalité propre en leur transférant cette compétence. Ce transfert devait en principe être effectif au 1er janvier 2020, mais la loi Ferrand-Fesneau du 3 août 2018 a introduit la possibilité d’un report de ce transfert au 1er janvier 2026,.

#### Assainissement des eaux usées
En 2020, la gestion du service d'assainissement collectif de la commune de La Celle-sur-Morin est assurée par la communauté d'agglomération Coulommiers Pays de Brie (CACPB) pour la collecte, le transport et la dépollution. Ce service est géré en délégation par une entreprise privée, dont le contrat arrive à échéance le 30 septembre 2020,,.
L’assainissement non collectif (ANC) désigne les installations individuelles de traitement des eaux domestiques qui ne sont pas desservies par un réseau public de collecte des eaux usées et qui doivent en conséquence traiter elles-mêmes leurs eaux usées avant de les rejeter dans le milieu naturel. La communauté d'agglomération Coulommiers Pays de Brie (CACPB) assure pour le compte de la commune le service public d'assainissement non collectif (SPANC), qui a pour mission de vérifier la bonne exécution des travaux de réalisation et de réhabilitation, ainsi que le bon fonctionnement et l’entretien des installations. Cette prestation est déléguée à la SAUR,.

#### Eau potable
En 2020, l'alimentation en eau potable est assurée par  le SMAAEP de Crécy_Boutigny et Environs qui en a délégué la gestion à l'entreprise Veolia, dont le contrat expire le 31 décembre 2025,,.

## Population et société

### Démographie
L'évolution du nombre d'habitants est connue à travers les recensements de la population effectués dans la commune depuis 1793. Pour les communes de moins de 10 000 habitants, une enquête de recensement portant sur toute la population est réalisée tous les cinq ans, les populations de référence des années intermédiaires étant quant à elles estimées par interpolation ou extrapolation. Pour la commune, le premier recensement exhaustif entrant dans le cadre du nouveau dispositif a été réalisé en 2005.

En 2022, la commune comptait 1 246 habitants, en évolution de −5,46 % par rapport à 2016 (Seine-et-Marne : +3,92 %, France hors Mayotte : +2,11 %).
| 1793 | 1800 | 1806  | 1821  | 1831  | 1836  | 1841  | 1846  | 1851 |
| ---- | ---- | ----- | ----- | ----- | ----- | ----- | ----- | ---- |
| 992  | 975  | 1 042 | 1 020 | 1 134 | 1 108 | 1 072 | 1 009 | 997  |

| 1856 | 1861 | 1866 | 1872 | 1876 | 1881 | 1886 | 1891 | 1896 |
| ---- | ---- | ---- | ---- | ---- | ---- | ---- | ---- | ---- |
| 959  | 962  | 929  | 881  | 814  | 716  | 754  | 667  | 667  |

| 1901 | 1906 | 1911 | 1921 | 1926 | 1931 | 1936 | 1946 | 1954 |
| ---- | ---- | ---- | ---- | ---- | ---- | ---- | ---- | ---- |
| 698  | 670  | 621  | 562  | 560  | 519  | 528  | 535  | 594  |

| 1962 | 1968 | 1975 | 1982 | 1990 | 1999  | 2005  | 2006  | 2010  |
| ---- | ---- | ---- | ---- | ---- | ----- | ----- | ----- | ----- |
| 539  | 513  | 568  | 742  | 951  | 1 106 | 1 183 | 1 183 | 1 267 |

| 2015  | 2020  | 2022  | - | - | - | - | - | - |
| ----- | ----- | ----- | - | - | - | - | - | - |
| 1 323 | 1 251 | 1 246 | - | - | - | - | - | - |

### Police - gendarmerie
La Celle-sur-Morin dépend de la brigade territoriale autonome de la gendarmerie nationale de Mortcerf.

### Sapeurs-pompiers
La Celle-sur-Morin dépend du centre d'intervention et de secours de Faremoutiers.
Le corps communal de la Celle sur Morin fut dissous en 1977, il se situait dans la Grande Rue.

### Enseignement
École municipale : l'école des Arches. 6 classes, de la petite section au CM2.

## Économie

### Revenus de la population et fiscalité
En 2018, le nombre de ménages fiscaux de la commune était de 491, représentant 1 286 personnes et la  médiane du revenu disponible par unité de consommation  de 26 230 euros.

### Emploi
En 2018 , le nombre total d’emplois dans la zone était de 96, occupant 652 actifs  résidants.
Le taux d'activité de la population (actifs ayant un emploi) âgée de 15 à 64 ans s'élevait à 75,5 % contre un taux de chômage de 5,4 %.
Les 19,1 % d’inactifs se répartissent de la façon suivante : 8 % d’étudiants et stagiaires non rémunérés, 6,8 % de retraités ou préretraités et 4,2 % pour les autres inactifs.

### Secteurs d'activité

#### Entreprises et commerces
En 2019, le nombre d’unités légales et d’établissements (activités marchandes hors agriculture) par secteur d'activité était de 79 dont 5 dans l’industrie manufacturière, industries extractives et autres, 16 dans la construction, 18 dans le commerce de gros et de détail, transports, hébergement et restauration, 3 dans l’Information et communication, 1 dans les activités financières et d'assurance, 2 dans les activités immobilières, 20 dans les activités spécialisées, scientifiques et techniques et activités de services administratifs et de soutien, 9 dans l’administration publique, enseignement, santé humaine et action sociale et 5  étaient relatifs aux autres activités de services.
En 2020, 14 entreprises ont été créées sur le territoire de la commune, dont 11 individuelles.
Au 1er janvier 2021, la commune ne disposait pas d’hôtel et de terrain de camping.

#### Agriculture
La Celle-sur-Morin est dans la petite région agricole dénommée les « Vallées de la Marne et du Morin », couvrant les vallées des deux rivières, en limite de la Brie. En 2010, l'orientation technico-économique de l'agriculture sur la commune est la culture de céréales et d'oléoprotéagineux (COP).
Si la productivité agricole de la Seine-et-Marne se situe dans le peloton de tête des départements français, le département enregistre un double phénomène de disparition des terres cultivables (près de 2 000 ha par an dans les années 1980, moins dans les années 2000) et de réduction d'environ 30 % du nombre d'agriculteurs dans les années 2010. Cette tendance se retrouve au niveau de la commune où le nombre d’exploitations est passé de 8 en 1988 à 2 en 2010. Parallèlement, la taille de ces exploitations augmente, passant de 47 ha en 1988 à 184 ha en 2010.
Le tableau ci-dessous présente les principales caractéristiques des exploitations agricoles de Celle-sur-Morin, observées sur une période de 22 ans : 
|                                      | 1988 | 2000 | 2010 |
| ------------------------------------ | ---- | ---- | ---- |
| Dimension économique,                |      |      |      |
| Nombre d’exploitations (u)           | 8    | 3    | 2    |
| Travail (UTA)                        | 10   | 3    | 2    |
| Surface agricole utilisée (ha)       | 373  | 316  | 367  |
| Cultures                             |      |      |      |
| Terres labourables (ha)              | 330  | 281  | s    |
| Céréales (ha)                        | 287  | s    | s    |
| dont blé tendre (ha)                 | 133  | s    | s    |
| dont maïs-grain et maïs-semence (ha) | 75   | s    | s    |
| Tournesol (ha)                       | 0    |      |      |
| Colza et navette (ha)                | 0    | s    | s    |
| Élevage                              |      |      |      |
| Cheptel (UGBTA)                      | 144  | 80   | 62   |

## Culture locale et patrimoine

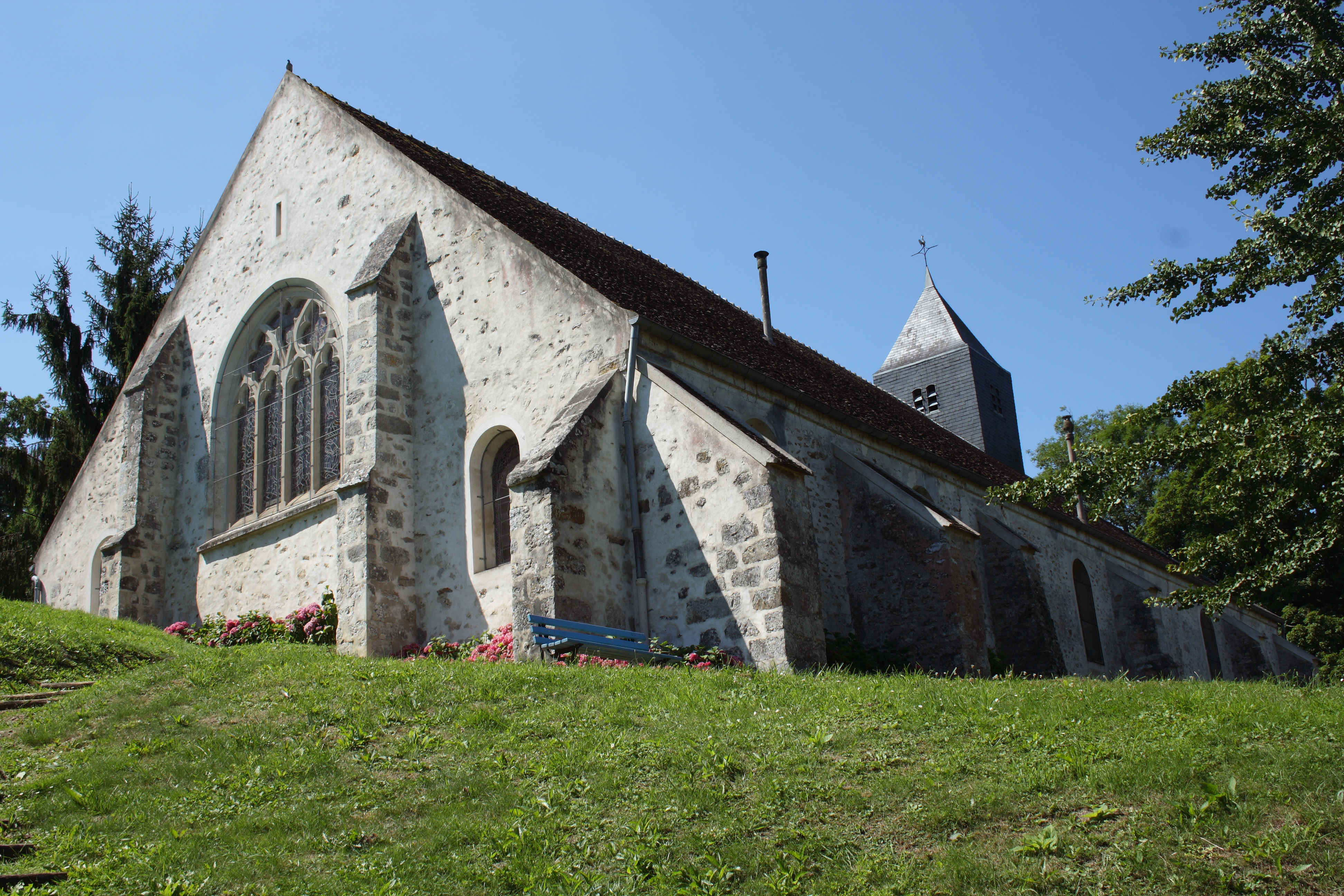
L'église Saint-Sulpice.

### Lieux et monuments
- Église Saint-Sulpice (Église Saint-Sulpice de la Celle-en-Bas) : vaisseau à chevet plat, encadré de bas-côtés ; châsse-reliquaire de saint Fiacre[50].
- Prieuré de la Celle : un prieuré s'élevait autrefois sur l'une des îles du Grand Morin. Il en reste aujourd'hui un pilier de la nef gothique de la chapelle du prieuré. Situé sur un domaine privé clos de murs, ce vestige n'est pas visible[50].

### Personnalités liées à la commune
Léa Vion, résistante lors de la Seconde Guerre mondiale en Normandie, est devenue après la guerre maire de La Celle-sur-Morin.

### Patrimoine culturel

#### Cinématographie
La Celle-sur-Morin a servi de lieu de tournage à :
- 2012 : Adieu Berthe de Bruno Podalydès

### Héraldique
| Blason de La Celle-sur-Morin | Blason  | De gueules au chevet de l'église du lieu d’argent ajouré d’or surmontée des lettres capitales C et V d’argent; à la chausse d’or chargée d’une fasce ondée d’azur ; le tout sommé d’un chef d’azur chargé d’un livre ouvert d’argent accosté de deux clefs d’or, les pannetons affrontés. |
| Blason de La Celle-sur-Morin | Détails | Le statut officiel du blason reste à déterminer. |